# Кузнецов, Степан Никифорович
Степан Никифорович Кузнецов (1918—1979) — капитан Советской Армии, участник советско-японской войны, Герой Советского Союза (1943).

## Биография
Степан Кузнецов родился 26 ноября 1918 года в деревне Бажениха (ныне — Кизнерский район Удмуртии). После окончания четырёх классов школы работал в колхозе. В 1938 году Кузнецов был призван на службу в пограничные войска НКВД СССР. С февраля 1943 года — на фронтах Великой Отечественной войны.
К сентябрю 1943 года сержант Степан Кузнецов был наводчиком орудия 63-го отдельного истребительно-противотанкового дивизиона 106-й стрелковой дивизии 65-й армии Центрального фронта. Отличился во время битвы за Днепр. 15 октября 1943 года Кузнецов переправился через Днепр в районе посёлка Лоев Лоевского района Гомельской области Белорусской ССР и принял активное участие в боях за захват и удержание плацдарма на его западном берегу, уничтожив 2 вражеские огневые точки и группу солдат и офицеров противника.
Указом Президиума Верховного Совета СССР от 30 октября 1943 года за «образцовое выполнение боевых заданий командования на фронте борьбы с немецкими захватчиками и проявленные при этом мужество и героизм» сержант Степан Кузнецов был удостоен высокого звания Героя Советского Союза с вручением ордена Ленина и медали «Золотая Звезда» за номером 1634.
После окончания войны Кузнецов продолжил службу в Советской Армии. В 1945 году он окончил курсы младших лейтенантов, в 1950 году — военное училище МВД СССР. В 1956 году в звании капитана Кузнецов был уволен в запас. Проживал в Ленинграде, работал в ПО «Электросила». Умер 9 мая 1979 года, похоронен на Ново-Волковском кладбище Санкт-Петербурга.
Был также награждён орденом Красного Знамени и двумя орденами Красной Звезды, рядом медалей.
В честь Кузнецова названа улица в Кизнере.

Могила Кузнецова на Ново-Волковском кладбище Санкт-Петербурга.